# NSB Sk 1
Der Sk 1 ist ein leichter Benzin- bzw. Diesel-Schienentraktor, der ab 1936 auf den Strecken der Norges Statsbaner (deutsch Norwegische Staatsbahn) in Norwegen eingesetzt wurde. Die Lokomotiven wurden für kleinere Transportaufgaben und zum Rangieren auf Anschlussbahnen und in Bahnhöfen verwendet. Die meisten der Fahrzeuge wurden als Benzinlokomotiven gebaut und später auf Dieselbetrieb umgerüstet.

## Geschichte
In den 1920er Jahren begannen die norwegischen Maschinenfabriken Hamar Jernstøberi (Ham-Jern) und Thunes mekaniske verksted in Kooperation, Maschinen und Lokomotiven unter Namen Norsk Maskin Industri zu produzieren. Diese Zusammenarbeit führte zur Entwicklung und Produktion der Benzinlokomotive der Serie Sk 1, die im gleichen Zeitraum wie die letzten beiden für die Norwegische Staatsbahn gebauten Dampflokomotiv-Serien NSB Type 49 und NSB Type 30 gebaut wurden. Nur einige Exemplare wurden sofort bei der Herstellung mit einem Dieselmotor ausgestattet. Unabhängig von der Art des Motors wurden die Fahrzeuge durchnummeriert.
Der Kraftstofftank der Lokomotiven fasste 100 Liter, sie hatten ein mechanisches 4-Gang-Getriebe sowie eine durch Transmission angetriebene Hinterachse.
Die Nummern 16 und 42 wurden bereits im Original als dieselbetriebene Lok gebaut. Die Kraftübertragung erfolgte über außenliegende Kuppelstangen zwischen der vorderen und der hinteren Achse.

## Hersteller

### Strømmens Værksted
Die Schienentraktoren 11 bis 16 wurden von Strømmens Værksted 1936 für den Einsatz in Oslo, Trondheim und Narvik gebaut. Alle sechs Lokomotiven hatten eine Höchstgeschwindigkeit von 50 km/h. Die Nummern 11 bis 15 wurden mit Benzinmotor, die Nummer 16 mit Dieselmotor geliefert. Vermutlich kam eine Lok nach Narvik, drei nach Oslo und zwei nach Trondheim. Diese Lokomotiven hatten ein anderes Aussehen als die 1939 gebauten Nummern 48 bis 57.

### Norsk Maskin Industri
Die Nummern 23 bis 44 wurden von Norsk Maskin Industri hergestellt, wobei Nr. 42 bereits ab Werk mit einem Dieselmotor ausgerüstet wurde.
Über die Hersteller gibt es zudem verschiedene, sich widersprechende Angaben. Nach einer dieser Quellen soll auch Skabo jernbanevognfabrik Lokomotiven dieses Typs gebaut haben.

## Skb 201
Eine Neunummerierung aller Fahrzeugbaureihen der Norwegischen Staatsbahnen erfolgte 1936. Die während der gesamten Bauzeit lediglich als Sk 1 (= Skiftetraktor) bezeichneten Fahrzeuge wurden aber erst bis etwa 1942 mit der neuen Bezeichnung Skb 201 (= Skiftetraktor bensinmotor) versehen. Dabei wurde nur die Baureihenbezeichnung Skb, aber nicht die Baureihennummer (201)  am Fahrzeug angeschrieben.

## Skd 206
Über die Geschichte des Umbaus gibt es widersprüchliche Quellen. So soll Skd 206 42 mit einem Benzinmotor ausgerüstet und in eine Skb 201 umgezeichnet worden sein. Mit dem Umbau aller Lokomotiven soll daraus wieder eine Skd 206 entstanden sein.
Nach zwanzig Jahren intensiver Nutzung wurden Überlegungen angestellt, die Kleinlokomotiven komplett zu überholen. Zu dieser Zeit spielten Benzinmotoren bei der NSB keine Rolle mehr. Die Rekonstruktion im Jahr 1960 bestand in erster Linie aus dem Austausch des Benzinmotors durch einen Dieselmotor sowie die Erneuerung der elektrischen Anlage. Der neue Motor war ein Scania-Vabis-Dieselmotor vom Typ D7, mit sechs Zylindern bei 104 PS und Direkteinspritzung.
Nach erfolgtem Umbau wurden alle Lokomotiven in die Baureihe Skd 206 (= Skiftetraktor dieselmotor) eingereiht. Bei der Beschriftung der Lokomotiven gab es nach dem Umbau unterschiedliche Varianten.

## Farbgebung
Zuerst waren die Fahrzeuge rot wie Güterwagen lackiert, Räder, Rahmen und Bügel waren schwarz. Ab 1962 sollten Lokomotiven für die Zugbeförderung nicht mehr in olivengrün Farbe lackiert sein, sondern in rot mit gelben Streifen. Deshalb wurden im gleichen Jahr die Schienentraktoren olivgrün lackiert. Von 1971 an wurden sie wieder rot bemalt, so dass grüne und rote Fahrzeuge existierten. Einige Fahrzeuge erhielten das NSB-Redesign mit gelben Aufbauten und roten Führerhäusern.

## Einsatz
Die Schienentraktoren wurden auf kleineren Bahnhöfen in ganz Norwegen eingesetzt, bis sie in den 1980er Jahren durch neuere, leistungsstärkere Rangierlokomotiven ersetzt wurden.
Sie wurden nach ihrer Lieferung wie folgt auf die Distrikte verteilt:
- Oslo: 13
- Drammen: 9
- Trondheim: 6
- Hamar: 4
- Bergen: 3
- Kristiansand: 2

Nach der Umspurung mehrerer Strecken im Distrikt Stavanger im Mai 1944 wurden dort normalspurige Rangierloks benötigt. So wurde Skb 201 39 im Juli von Åndalsnes kommend und ein Jahr später Skb 201 48 von Oslo kommend, in die Region verlegt.
In Narvik wurde ab etwa 1970 Skd 206 50 eingesetzt, die mit einem 1939 von Skabo gebauten Dieselmotor ausgerüstet war. Die Lokomotive verfügt über eine mechanische Bremse.
1977 wollte der Distrikt Narvik die Skd 206 ersetzen, weil sie bei zunehmenden Zuggewichten für den Rangierbahnhof in Narvik vor allem wegen der Bremsanlage ungeeignet war. Dazu kam das große Gefälle zwischen dem Bahnhof Narvik und dem Hafen sowie dem Werkstattbereich. Zuerst wurde eine Di 2 verwendet, später folgte die Baureihe Skd 220, die durch stationseigenes Personal bedient werden konnte.

## Verbleib
Der benzinbetriebene Schienentraktor Skb 201 43 wurde bereits ein Jahr nach seiner Indienststellung 1939 wieder ausgemustert.
Viele der Schienentraktoren wurden nach ihrer Außerdienststellung von der NSB an einheimische Industrieunternehmen verkauft, wo sie noch einige Jahre weiter als Rangierloks genutzt wurden. Die meisten von ihnen wurden verschrottet, einige blieben erhalten und befinden sich heute in Privatbesitz oder bei Eisenbahnvereinen.
Vom Skd 206 31 wurden Teile für die Restaurierung des Skd 206 35 verwendet. 2021 wurden die Reste der Lokomotive verschrottet.

## Erhaltene Fahrzeuge
- Skd 206 35, restauriert im Norsk Jernbaneklubb[7]
- Skd 206 40, als Rangierlok im Besitz einer Regionalgruppe des Norsk Jernbaneklubb in Trondelag[8]
- Skd 206 41, im Besitz des Norsk Jernbanemuseum[9]
- Skd 206 39 und Skd 206 44, Einsatz auf der Museumsstrecke der Setesdalsbane
- Weiterhin sind noch die Nummern 12, 39, 30, 42, 45 und 48 erhalten und befinden sich in unterschiedlichen Zustand bei verschiedenen Besitzern.[3][10]

## Besonderes
Ein grüner Rangiertraktor Skd 206 stand 1978 im norwegischen Spielfilm Olsenbanden og Dynamitt-Harry på sporet aus der Filmreihe zur Olsenbande im Mittelpunkt. Mit einem „ausgeborgten“ Skd 206 stahl die Bande einen mit Goldbarren bestückten Tresorwagen, um diesem auf den Gleisen der norwegischen Staatsbahn in Oslo in den Hafen von Oslo bzw. nach Lysaker zu verbringen.